# Teyba Erkesso

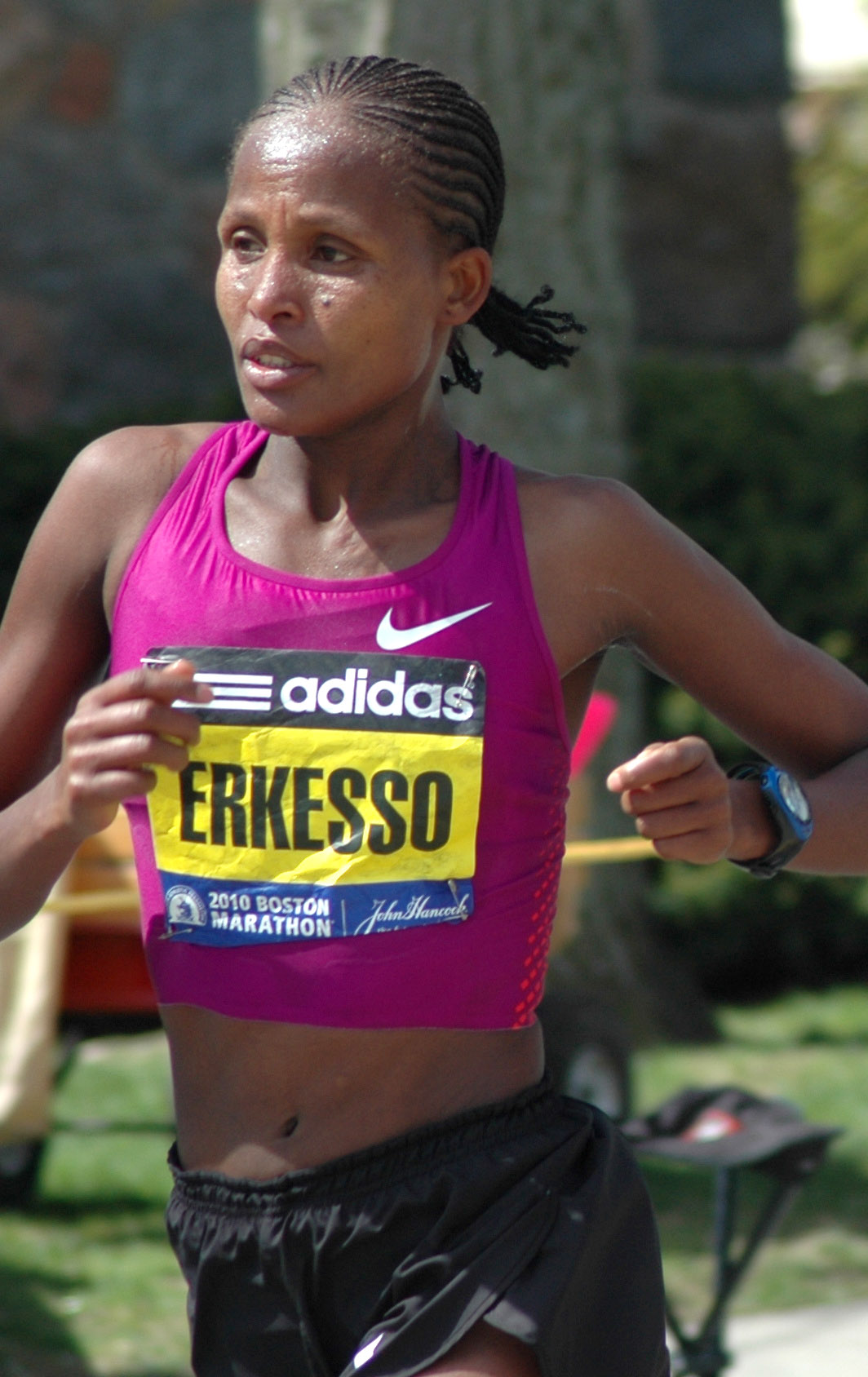
Teyba Erkesso beim Boston-Marathon 2010

Teyba Erkesso (* 30. Oktober 1982 in der Provinz Arsi) ist eine äthiopische Langstreckenläuferin, die vor allem bei Straßenläufen erfolgreich ist.
Ihren ersten Auftritt bei internationalen Meisterschaften hatte sie bei den Halbmarathon-Weltmeisterschaften 2001, wo sie den 20. Platz belegte und mit der äthiopischen Mannschaft Bronze holte. 2003 gewann sie das Rennen Marseille – Cassis.
2004 gewann sie bei den Crosslauf-Weltmeisterschaften auf der Kurzstrecke Bronze und wurde auf der Langstrecke Fünfte. Zum Jahresabschluss gewann sie den Silvesterlauf Trier. 2005 siegte sie beim Halbmarathon von Reims à toutes jambes. Im Jahr darauf siegte sie bei der Course Féminine de Casablanca und trug bei den Straßenlauf-Weltmeisterschaften in Debrecen über 20 km mit einem zehnten Platz in 1:06:15 h dazu bei, dass die äthiopischen Mannschaft Silber gewann.
2009 stellte sie bei ihrem Debüt über die Marathondistanz mit 2:24:18 h einen Streckenrekord beim Houston-Marathon auf. Siegen bei den 10 km des Ottawa Race Weekend und beim Freihofer’s Run for Women folgte im Herbst ein vierter Platz beim Chicago-Marathon.
2010 verteidigte sie ihren Titel in Houston mit einem weiteren Streckenrekord, wurde Vierte beim RAK-Halbmarathon und siegte beim Boston-Marathon.

## Persönliche Bestzeiten
- 3000 m: 8:56,67 min, 8. Juni 2006, Kassel
- 5000 m: 15:02,28 min, 3. Juli 2004, Donostia-San Sebastián
- 10.000 m: 31:13,67 min, 17. Mai 2007, Utrecht
- 10-km-Straßenlauf: 31:51 min, 23. Mai 2009, Ottawa
- Halbmarathon: 1:07:41 h, 19. Februar 2010, Ra’s al-Chaima
- Marathon: 2:23:53 h, 18. Januar 2009, Houston